# تنگه برینگ

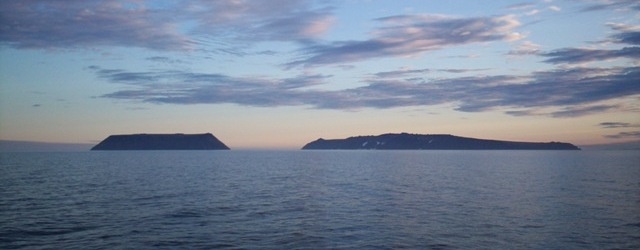
جزیره‌های دیومد بزرگ و دیومد کوچک در تنگه برینگ

تنگهٔ برینگ (به انگلیسی: Bering Strait) به پیکره آبی گویند که آلاسکا را از منتهی‌الیه شرقی سیبری جدا می‌کند. عرض این تنگه در حدود ۸۲ کیلومتر (51 mi) است. دو جزیره دایمید بزرگ (متعلق به روسیه) و دایمید کوچک (متعلق به آمریکا) تقریباً در میان این تنگه قرار دارند. نام این تنگه به افتخار دریانورد دانمارکی ویتوس برینگ که در خدمت دربار روسیه تزاری بود و آلاسکا را کشف نمود انتخاب شد. دماغه دژنف در طرف سیبری و دماغه پرینس آو ویلز در طرف آلاسکای این تنگه قرار دارد.
این تنگه دریای چوکچی (بخشی از اقیانوس منجمد شمالی) در شمال را با دریای برینگ (بخشی از اقیانوس آرام) در جنوب به هم می‌پیوندد.)
گفته شده، معمولاً در زمستان یک پل یخی فاصلهٔ بین جزایر دایمید را طی (متصل) می‌کند؛ در این مواقع، از نظر تئوری (اگرچه قانونی نیست، زیرا سفر بین دو جزیره ممنوع است.) می‌توان پیاده بین ایالات متحده و روسیه رفت.